# Honolulu International Airport
Daniel K. Inouye International Airport, ook bekend als Honolulu International Airport ligt in de Amerikaanse staat Hawaï. De luchthaven geldt als de luchthaven van Honolulu en is de belangrijkste luchthaven van de staat Hawaï. Honolulu International Airport is de thuisbasis van Hawaiian Airlines, Mokulele Airlines en Aloha Air Cargo.
Honolulu International Airport heeft directe verbindingen met Noord-Amerika, Azië en Australië.
Bij overstappen tussen de verschillende terminals kan gebruik worden gemaakt van de Wiki Wiki Shuttle.
De Daniel K. Inouye International Airport deelt vier landingsbanen en twee waterbanen met de Hickam Air Force Base, en heeft dus ook dezelfde IATA- en ICAO-codes.

## Geschiedenis
Honolulu International Airport werd in 1927 geopend als John Rodgers Airport (genoemd naar een marine officier). De luchthaven werd hernoemd in Honolulu Airport in 1947 en het woord International werd toegevoegd in 1951. In April 2017 werd de luchthaven vernoemd naar senator Daniel Inouye.